# Tisonzo
Tisonzo es un despoblado que actualmente forma parte del concejo de Bachicabo, que está situado en el municipio de Valdegovía, en la provincia de Álava, País Vasco (España).

## Historia
Documentado desde el 21 de julio de 1176, cuando se dispuso que sus habitantes pasaran a habitar la serna de Poñorostro.